# Fimbristylis cephalophora
Fimbristylis cephalophora är en halvgräsart som beskrevs av Ferdinand von Mueller. Fimbristylis cephalophora ingår i släktet Fimbristylis och familjen halvgräs. Inga underarter finns listade i Catalogue of Life.